# روزالين البيه
روزالين البيه هي ممثلة ومنتجة وكاتبة مصرية. اشتهرت بأدوارها كـ "جودي جودوين" في مسلسل Kaleidoscope على منصة Netflix، و "أماني" في مسلسل Ramy على منصة Hulu، و "سارة" في مسلسل قابيل على قناة MBC Masr.

## حياتها المهنية
درست التاريخ وعلم الآثار بجامعة أوكسفورد بإنجلترا وحاصلة على ماجستير في التمثيل من قبل معهد LAMDA، أقدم مدارس التمثيل بإنجلترا. ودرست لسنة إضافية بالـ Actors Studio بنيويورك مع إليزابيث كيمب.
قدمت أكثر من 30 مسرحية بإنجلترا معظمها مسرحيات بطولة، وهي كاتبة سيناريوهات السينما والمسرح أيضُا.
ظهرت في بطولة عدة أعمال عالمية ومصرية، منهم «تراب الماس»، والفيلم القصير «شوكة وسكينة» امام اياد نصار، و «قابيل» امام محمد ممدوح، والمسلسل الأمريكي «رامي» امام رامي يوسف، والمسلسل الأمريكي «مشكال» امام جيانكارلو اسبوزيتو.
فازت بجوائز نقاد الوفد لأفضل ممثلة مساعدة وأفضل وجه جديد.
و في 2018 تم اختيار روزالين كوجه الإعلامي لمهرجان القاهرة السينمائي الدولي.
و كانت بطلة فيديو كليب «فاكرة» لمسار اجباري.

## وصلات خارجية
- روزالين البيه على موقع IMDb (الإنجليزية)
- روزالين البيه على موقع قاعدة بيانات الفيلم (الإنجليزية)
- IMDb
- ElCinema
- Rosaline Elbay على ويكيبيديا الإنجليزية

## عن حياتها
وُلِدت في مصر لأبوين مصريين. نشأت وهي تتحدث الإنجليزية والعربية والفرنسية. 
شاركت في عرض موسيقي لفيلم صوت الموسيقى في سن الحادية عشرة.  عندما كانت طفلة، شاهدت فيلم The Mummy و"أرادت أن تصبح إيفى"، واختارت فيما بعد متابعة علم الآثار.
درست العلوم الكلاسيكية والآثار في جامعة أكسفورد قبل أن تحصل على ماجستير في العلوم السياسية والتاريخ الاستعماري.   درست بعد ذلك في الActors Studio في مدينة نيويورك مع إليزابيث كيمب قبل أن تحصل على درجة الماجستير في التمثيل من LAMDA . 
1. ↑  "Actress Rosaline Elbay Talks Representation & Working On Netflix's "Kaleidoscope" by Behind The Scoop". Anchor (بالإنجليزية). Archived from the original on 2023-01-31. Retrieved 2023-01-31.
2. ↑  "Rosaline Elbay on Arab Representation in Hollywood". مؤرشف من الأصل في 2023-01-06. اطلع عليه بتاريخ 2021-10-11.
3. ↑  "Actress Rosaline Elbay is The Egyptian Streets Podcast's First Guest | Egyptian Streets" (بالإنجليزية الأمريكية). 10 Jan 2021. Archived from the original on 2025-03-20. Retrieved 2023-01-24.
4. ↑  "Netflix's Kaleidoscope series starring Egyptian actress Rosaline Elbay to premiere in January - Screens - Arts & Culture". Ahram Online. مؤرشف من الأصل في 2023-07-20. اطلع عليه بتاريخ 2023-04-02.
5. ↑  Pinn, Thomas (24 Sep 2022). "Moving Between Theatre, TV, and Film and Egypt, UK, and America: The Many Hats of Rosaline Elbay". Scoop Empire (بالإنجليزية الأمريكية). Archived from the original on 2025-03-27. Retrieved 2023-04-02.
6. ↑  "Rosaline Elbay | University of Oxford - Academia.edu". oxford.academia.edu. مؤرشف من الأصل في 2020-01-29. اطلع عليه بتاريخ 2019-06-09.
7. ↑  West, Cairo (31 Jan 2021). "Exclusive Talk with Egyptian Actress & Writer Rosaline Elbay". Cairo West Magazine (بالإنجليزية الأمريكية). Archived from the original on 2023-03-29. Retrieved 2023-01-23.
8. ↑  "روزالين البيه" الوجه الإعلامى للقاهرة السينمائى". dostor.org. 27 نوفمبر 2018. مؤرشف من الأصل في 2025-01-26. اطلع عليه بتاريخ 2019-06-09.